# Château de Conros
 (décembre 2012).
Si vous disposez d'ouvrages ou d'articles de référence ou si vous connaissez des sites web de qualité traitant du thème abordé ici, merci de compléter l'article en donnant les références utiles à sa vérifiabilité et en les liant à la section « Notes et références ».
Le château de Conros est un château médiéval située à Arpajon-sur-Cère dans le département du Cantal. Le château est inscrit au titre des monuments historiques depuis le 30 septembre 1991.

## Localisation
Le château de Conros est bâti sur un éperon rocheux qui domine une boucle de la Cère sur la commune d'Arpajon-sur-Cère, dans le département français du Cantal. Le château se trouve sur la rive gauche de la Cère, sur une hauteur dominant le pont médiéval en pierre de Cabrières où passait la route reliant Aurillac à Figeac.

## Toponymie
Conros, écrit toujours dans les anciennes chartes Conrotz, toponyme désignant peut-être la jonction de deux routes, con-routes, cum-rupta (le mot route venant du latin via rupta, voie rompue). 

## Historique
Le château fut édifié vers 1130 par Astorg d'Aurillac.
Conros, ou plutôt l'ancien château de Montal, était le siège d'une viguerie de l'abbé d'Aurillac, la viguerie de la Cère, l'autre étant celle de la Jordanne. C'était aussi une place permettant de surveiller le pont de Cabrières sur lequel elle percevait un péage, tenu en fief de l'abbé d'Aurillac. Il fut ensuite la possessions des vicomtes de Carlat. Il est mentionné en 1230 comme super novo edificio, ensuite comme un repario, en 1269 comme castrum.

## Possessions de la châtellenie
Au XVe siècle, la châtellenie de Conros s'étendait depuis l'affar de Pierre Alquier à La Peyrusse, de là au chemin de Montsalvy à Prunet, de Prunet à La Capelle-en-Vezie, à Feydel, à La Caze, à Canhac, Maussac, La Calm-Mejane, Casillac, Volpilhac, Roanne, Belmon, La Croix-del-Ract, Baradel (ancienne maison des Charmes), et de là à l'affar de Jean de Marone.
Sont compris dans ce périmètre : le château et le village de Conros, le capmas ou affar de Jodergues, les affars del Bosquet, du Ver, de Ganhac, de Crespiac, de Bornatel, du Cambon, de La Bouygues, de Vaines, de La Grange, de Senilles, de Brozac, de Brossadel, de Taule, de Morle, de Beteilhe, de La Roquatade, de La Fage, de Saint-Mari, de Palat, del Mas, de Flammarie, de Naudon, de Gladines, de Griffueuille, de Las Catusses ; la viguerie d'Arpajon ; les affars de Maussac, de Cère, de Bouillac, de La Fortunière, de Couffin-Haut, Despinet, de Salers et de Vézac ; les viguerie et affar d'Aurillac, les affars de Calion et de Planhes. Tous ces affars sont situés dans la paroisse d'Arpajon, mais aussi de Vic, Vézac, Prunet, Roannes et Aurillac.
Plusieurs fiefs rendaient hommage à Conros, notamment Carbonat et Messac (au XVIe siècle).
Les seigneurs de Conros l'étaient aussi toujours de Labastide, château situé à Arpajon, sur le penchant du coteau entre Maussac et Carbonat dont en trouvait en 1850 encore quelques restes dans un taillis. Il était tenu, en 1305, par les chevaliers de Saint-Jean-de-Jérusalem.
Les seigneurs de Conros ont aussi possédé les seigneuries de Laroquevieille qui comportait le village de Saint-Martin ; les affars de Bargues, de Fonbouillen, de Cros, d'Alterines, de Prat, de Ginalhac, del Devez, de Brosse, de Talon, Estang, dels Ongles, de Freluc, de Vercueyre, de Tidernac, de Chaule, de Carville, de Frégeville, situés pour l'essentiel dans la commune de Laroquevieille, mais aussi de Saint-Cernin, Saint-Martin-de-Valois et Girgols.

## Familles

### Famille de Montal
Cette famille avait pour nom primitif Orlhac, modernisé en Aurillac, car elle possédait la charge héréditaire de viguier d'Orlhaguet dont relevait toutes les seigneuries du Viadène, et elle prit ensuite celui du château de Montal-lez-Arpajon à Arpajon-sur-Cère.
- En 1230, le seigneur de Conros aurait translaté son hommage depuis la vicomté de Carlat vers l'abbaye d'Aurillac[5].

De fait, Conros, ou plutôt l'ancien château de Montal, était le siège d'une viguerie de l'abbaye dont les Astorg étaient titulaires, et c'est sans doute à ce titre, et non pour leurs fiefs, qu'ils devaient hommage à l'abbé pour le territoire de la viguerie d'Arpajon correspondant à la vallée de la Cère depuis Aurillac jusqu'à Laroquebrou. Conros était aussi une place permettant de surveiller le pont de Cabrières sur lequel ils percevaient un péage.
En effet, on constate que par la suite, ils rendent toujours hommage à Carlat, et donc que cette partie de la vallée de la Cère appartenait au Carladès :
- En 1343, Renaud V de Pons, vicomte de Carlat, cède à Astorg d’Aurillac, seigneur de Conros, tous les péages de la rivière de Cère, depuis l’Oradoux-de-Vézac jusqu’à Laroquebrou, sous la réserve de la justice. Le prix de cette vente devait être employé au rachat du château de Blaye (à Blaye, Gironde).
- Le 1er mars 1343, Astorg d’Aurillac rend hommage à Renaud V de Pons, à cause des châteaux de Conros, Labastide, Viescamp et dépendances. Cet acte fut passé à Aurillac, en présence de Guy de Ganhac, bourgeois de ladite ville ; de Guillaume Rolland, sénéchal du Rouergue ; d’Arnaud Vigier, Amblard de Dienne, Vézian de Montal, Henri de Vixouze, Pierre de Ferrières, chevaliers; Eustache Fabry, seigneur de Broussette, Amblard de Montamat, Raymond de Folholes, Geraud de Carlat, Rigald de Tourtoulou, Adhémard de Montjoui, damoiseaux ; Rigald Lavergne, discrets hommes maîtres ; Jean de Ceriers, Jean du Crozet (de Bellestat), Durand Dumoulin et Hugues Lageneste, jurisconsultes, témoins spécialement appelés.
- En 1357, Astorg IX d'Aurillac vend le domaine de la Condamine à Guillaume Rolland, seigneur de Vieillevie.
- « Vers 1445, Alix d'Aurillac, héritière de sa maison, épousa, N. Louis du Breuil, fils de Jean de Courcelle, chevalier, seigneur d'Aurouze. Le 8 mai 1449 ils rendirent tous deux foi et hommage à Bernard VIII d'Armagnac, comte de La Marche et vicomte de Carlat, pour les châteaux de Conros et de La Bastide, et que le 17 août 1456, et ils fournirent aveu et dénombrement à Jacques d'Armagnac, fils de Bernard. À cette époque, Flore d'Estaing, mère d'Alix, était décédée, car son testament est à la date du 27 octobre 1447. Elle y lègue vingt écus d'or aux cordeliers d'Aurillac pour la fondation de trois messes annuelles avec absoute, et six écus d'or pour une rente de trois quarts d'huile pour le luminaire de la chapelle de Notre-Dame, fondée par elle et son mari dans ladite église. Alix d'Aurillac mourut vers 1464, laissant un fils nommé Louis, qui hérita de ses biens. »[6]

La famille d'Aurillac portait : d'azur à la bande d'or à l'orle de six coquilles d'argent rangées en orle. La famille de Montal de Laroquebrou portait : d'azur à trois coquilles d'or au chef du même.

### Famille de Saint-Martial
- Pierre-François de Saint-Martial, baron d'Aurillac, marquis de Conros et d'Esternay, baron de Neuville, seigneur de Beauvais, capitaine au régiment des cuirassiers du roi ; il fut élu député de la noblesse pour le bailliage de Saint-Flour aux états généraux de 1789. Il a un frère, Charles-Louis de Saint-Martial (1757-1838). Ils ne laissent pas d'enfants, et font de leurs sœurs Françoise et Élisabeth leurs héritières.
- Françoise de Saint-Martial (1761-1827) hérite de Conros qu'elle apporte à Paul d'Humières, qu'elle a épousé en 1777.

La famille de Saint-Martial portait : d'argent au lion de gueules à la bordure de sable à huit roses d'or.

### Famille d'Humières
- Eugène d'Humières, qui était membre de la Société cantalienne, hérite de sa grand-mère Françoise de Saint-Martial. Il est le grand-père de :
  - Robert d'Humières (1868-1915), traducteur de Rudyard Kipling et de Joseph Conrad. Sa petite-fille, Madame Montgon, née Maud d'Humières, a vendu en novembre 2020, par l'intermédiaire de ses enfants, le château de Conros à une société luxembourgeoise passionnée d'entretien et de préservation du patrimoine.

La famille d'Humières portait : Ancien écartelé aux 1 et 4 d'or à un arbre terrassé de sinople et un lévrier courant de gueules brochant sur le fût de l'arbre aux 2 et 3 d'argent à trois bandes de sable ; moderne d'azur à la bande d'or.

## Description
Le château actuel présente plusieurs parties : la tour Nord, la plus ancienne, la tour Sud, un corps de logis rectangulaire avec deux étages, et l'aile en pavillon avec sa couverture en lanterne formant colombier. L'ensemble était surmonté d'un étage sur encorbellement.
Les châteaux comportaient une aula, une chapelle et un castrum. On retrouve à chaque étage cette disposition : la salle aulique où l'on reçoit, la salle de parement et, tout à fait au bout, la salle de retrait et la salle de propreté où l'on mène sa vie privée.
La couverture de lauzes a une surface de 1 200 m2.
Il existe des éléments du XIIIe siècle dans les caves et au rez-de-chaussée. L'essentiel date du XVIe siècle, avec de forts remaniements du XVIIe siècle aux étages supérieurs, notamment le dôme à l'impériale.
- Au premier étage, une cheminée du XVe siècle provenant du château de Branzac qui était entièrement peinte. Cette cheminée devait son décor à des artistes ramenés d'Italie par Camille Carracioli, princesse napolitaine, épouse du seigneur de Branzac (1570).
- L'escalier présente des paliers s'ouvrant sur les montées par deux arcs en plein cintre dont la retombée commune se fait sur des colonnes engagées à chapiteaux doriques ou ioniques. Chaque palier est couvert d'une voûte d'ogives dont les branches retombent dans les angles, à partir d'une clé circulaire, sur des culots polygonaux[9].

Il y a 70 fenêtres, dont certaines ont conservé des restes de menuiseries du XVIIIe siècle (assemblages à coupes d'onglet).